# 紅尾波魚
紅尾波魚（学名：Rasbora borapetensis）為輻鰭魚綱鯉形目鯉科的其中一個種。

## 分布
本魚分布於越南、泰國、柬埔寨、印尼、寮國、緬甸、馬來西亞、菲律賓的溪流。

## 特徵
本魚體細長，魚體呈淺黃色，從鰓蓋到尾柄末端有一明顯的黑色條紋，在上方有一條金色細條紋襯托下更顯著，沿著臀鰭的基部也有一條黑色條紋。初成魚和成年瑜的尾鰭是紅色的。背鰭軟條9枚；臀鰭軟條8枚。體長可達6公分。

## 生態
本魚棲息於緩慢流動，略呈渾濁的池塘，溪流與排水溝中，性情溫和。屬雜食性，以浮游動物、昆蟲、蠕蟲與甲殼類等為食。

## 經濟利用
為觀賞性魚類，繁殖力強，會吃自己產的卵。飼養這種活潑的魚需要一個有足夠空間的水族箱。